# 陈志东
陈志东，中华人民共和国政治人物、全国脱贫攻坚先进个人。

## 生平
陈志东任桂东县扶贫开发办公室主任，湖南八面山国家级自然保护区管理局局长。因在脱贫攻坚战中作出突出贡献，2021年2月25日全国脱贫攻坚总结表彰大会上，陈志东被授予“全国脱贫攻坚先进个人”。